# シティホール駅 (シンガポール)
シティ・ホール駅（シティホールえき、英語: City Hall MRT Station）は、シンガポールの南部にある、MRT東西線と南北線の地下駅。

## 駅構造
地下3階と地下4階にそれぞれ島式1面2線、計2面4線の地下駅。隣のラッフルズ・プレイス駅とともにMRT東西線とMRT南北線が対面乗換が可能な構造であり、ラッフルズ・プレイス駅は同一方向の列車が接続する一方、当駅はそれぞれ逆方向の列車が接続し、両駅合わせて階段などによるホーム間の移動をすることなく全方面で対面乗換を実現している。
| 1階     | 地上階     | 駅前・出入り口 |
| 地下2階 | コンコース | 改札口、自動券売機、駅長事務室、トランシットリンク・カウンタ(Transitlink Counter)、への地下道、シティリンク・モール、ワン・ラッフルズ・リンク、 CC3 エスプラネード駅 |
| 地下3階 | A ホーム   | ■南北線 ウッドランズ・ジュロン・イースト方面（ドビー・ゴート駅） |
| 地下3階 | 島式ホーム | |
| 地下3階 | D ホーム   | ■東西線 トゥアス・リンク方面（ラッフルズ・プレイス駅） |
| 地下4階 | C ホーム   | ■南北線 マリーナ・サウス・ピア方面（ラッフルズ・プレイス駅） |
| 地下4階 | 島式ホーム | |
| 地下4階 | B ホーム   | ■東西線 パシール・リス方面（ブギス駅） |

## 駅周辺
- ラッフルズ・ホテル
- DON DON DONKI Suntec City店[1])

## 歴史
- 1987年12月12日 開業